# Heteropatriarcado
O heteropatriarcado ou cis-heteropatriarcado (de cis[generidade], hetero[ssexualidade] e patriarcado) é um sistema sociopolítico no qual a heterossexualidade masculina cisgênero tem supremacia sobre as demais formas de identidade de género e sobre as outras orientações sexuais. É um termo que enfatiza que a discriminação exercida tanto sobre as mulheres como sobre as pessoas LGBT e tem o mesmo princípio social machista.
Desde a visão feminista, o termo patriarcado faz alusão ao pai como o detentor do poder dentro da hierarquia familiar e, portanto, à subordinação das mulheres ao poder dos homens. Com o aparecimento da teoria queer entre os anos 1980 e 1990 e o questionamento da heterossexualidade compulsória e do binarismo de género, esta dominação não somente se descreve em termos de sexo ou de género (o predomínio do homem sobre a mulher, ou o masculino sobre o feminino), mas, também, em termos de orientação sexual (a heteronormatividade, ou o heterossexual acima de outras orientações sexuais e a cisnormatividade ou o cisgénero sobre o transgénero).